# Äußeres Tensorprodukt
Das äußere Tensorprodukt ist in der Mathematik ein spezielles Produkt zweier Dyaden, die aus zwei mit dem dyadischen Produkt verknüpften Vektoren bestehen. Beim äußeren Tensorprodukt werden Kreuzprodukte der Vektoren gebildet, so dass dieses Tensorprodukt auf drei dimensionale Räume eingeschränkt ist. Weil im äußeren Tensorprodukt das Kreuzprodukt „×“ doppelt vorkommt wird es hier mit dem Symbol „#“ geschrieben. Mit dem äußeren Tensorprodukt lassen sich die Hauptinvarianten, der Kofaktor und die Adjunkte eines Tensors elegant ausdrücken und das Kreuzprodukt von mit einem Tensor transformierten Vektoren angeben.
Die Bezeichnung „äußeres Tensorprodukt“ leitet sich aus dem Zweitnamen „äußeres Produkt“ des Kreuzproduktes von Vektoren her. Gelegentlich wird auch das dyadische Produkt von Tensoren als „äußeres Tensorprodukt“ bezeichnet. Die Benennung hier folgt W. Ehlers.

## Definition
Gegeben seien vier Vektoren {\displaystyle {\vec {a}},\,{\vec {b}},\,{\vec {g}},\,{\vec {h}}\in \mathbb {V} ^{3}} aus dem dreidimensionalen euklidischen Vektorraum {\displaystyle \mathbb {V} ^{3}}. Dann ist das äußere Tensorprodukt „#“ mit dem dyadischen Produkt „{\displaystyle \otimes }“ definiert über:
{\displaystyle ({\vec {a}}\otimes {\vec {g}})\#({\vec {b}}\otimes {\vec {h}}):=({\vec {a}}\times {\vec {b}})\otimes ({\vec {g}}\times {\vec {h}})}
Tensoren zweiter Stufe sind Summen von Dyaden. Seien {\displaystyle {\vec {a}}_{1,2,3},\,{\vec {b}}_{1,2,3},\,{\vec {g}}_{1,2,3}} und {\displaystyle {\vec {h}}_{1,2,3}} Vektorraumbasen. Dann kann jeder Tensor zweiter Stufe A als Summe
{\displaystyle \mathbf {A} =A^{ij}{\vec {a}}_{i}\otimes {\vec {g}}_{j}=A^{*ij}{\vec {b}}_{i}\otimes {\vec {h}}_{j}}
mit zu bestimmenden Komponenten Aij bzw. A*ij dargestellt werden. In dieser Gleichung wie auch in den folgenden ist die Einsteinsche Summenkonvention anzuwenden, der zufolge über alle, in einem Produkt doppelt vorkommende Indizes, hier i und j, von eins bis drei zu summieren ist. Das äußere Tensorprodukt zweier Tensoren zweiter Stufe lautet dann:
{\displaystyle \mathbf {A} \#\mathbf {B} =\left(A^{ij}{\vec {a}}_{i}\otimes {\vec {g}}_{j}\right)\#\left(B^{kl}{\vec {b}}_{k}\otimes {\vec {h}}_{l}\right)=A^{ij}B^{kl}\left({\vec {a}}_{i}\times {\vec {b}}_{k}\right)\otimes \left({\vec {g}}_{j}\times {\vec {h}}_{l}\right)}

## Koordinatenfreie Darstellung
Ohne Referenz auf Dyaden kann das äußere Tensorprodukt zweier Tensoren A und B symbolisch mit dem Einheitstensor 1 geschrieben werden als
{\displaystyle {\begin{aligned}\mathbf {A} \#\mathbf {B} =&[\operatorname {Sp} (\mathbf {A} )\operatorname {Sp} (\mathbf {B} )-\operatorname {Sp} (\mathbf {A\cdot B} )]\mathbf {1} \\&+[\mathbf {A\cdot B} +\mathbf {B\cdot A} -\operatorname {Sp} (\mathbf {A} )\mathbf {B} -\operatorname {Sp} (\mathbf {B} )\mathbf {A} ]^{\top }\end{aligned}}}
Denn wenn diese Tensoren wie beispielsweise in {\displaystyle \mathbf {A} =A_{ij}{\hat {e}}_{i}\otimes {\hat {e}}_{j}} bezüglich der Standardbasis ê1,2,3 notiert werden, dann gilt mit dem Levi-Civita-Symbol {\displaystyle \varepsilon _{ijk}:=({\hat {e}}_{i}\times {\hat {e}}_{j})\cdot {\hat {e}}_{k}}:
{\displaystyle {\begin{aligned}\mathbf {A} \#\mathbf {B} =&(A_{ij}{\hat {e}}_{i}\otimes {\hat {e}}_{j})\#(B_{kl}{\hat {e}}_{k}\otimes {\hat {e}}_{l})\\=&A_{ij}B_{kl}({\hat {e}}_{i}\times {\hat {e}}_{k})\otimes ({\hat {e}}_{j}\times {\hat {e}}_{l})\\=&\varepsilon _{ikm}\varepsilon _{jln}A_{ij}B_{kl}{\hat {e}}_{m}\otimes {\hat {e}}_{n}\end{aligned}}}
Das Produkt zweier Levi-Civita-Symbole hängt über die Determinante
{\displaystyle {\begin{aligned}\varepsilon _{ikm}\varepsilon _{jln}=&{\begin{vmatrix}\delta _{ij}&\delta _{il}&\delta _{in}\\\delta _{kj}&\delta _{kl}&\delta _{kn}\\\delta _{mj}&\delta _{ml}&\delta _{mn}\end{vmatrix}}\\=&\delta _{ij}\delta _{kl}\delta _{mn}+\delta _{il}\delta _{kn}\delta _{mj}+\delta _{in}\delta _{kj}\delta _{ml}\\&-\delta _{ij}\delta _{kn}\delta _{ml}-\delta _{il}\delta _{kj}\delta _{mn}-\delta _{in}\delta _{kl}\delta _{mj}\end{aligned}}}
mit dem Kronecker-Delta δij zusammen. Daraus ergibt sich:
{\displaystyle {\begin{array}{rcl}\mathbf {A} \#\mathbf {B} &=&(\delta _{ij}\delta _{kl}\delta _{mn}+\delta _{il}\delta _{kn}\delta _{mj}+\delta _{in}\delta _{kj}\delta _{ml}\\&&-\delta _{ij}\delta _{kn}\delta _{ml}-\delta _{il}\delta _{kj}\delta _{mn}-\delta _{in}\delta _{kl}\delta _{mj})A_{ij}B_{kl}{\hat {e}}_{m}\otimes {\hat {e}}_{n}\\&=&A_{ii}B_{kk}{\hat {e}}_{m}\otimes {\hat {e}}_{m}+A_{ij}B_{ki}{\hat {e}}_{j}\otimes {\hat {e}}_{k}+A_{ij}B_{jl}{\hat {e}}_{l}\otimes {\hat {e}}_{i}\\&&-A_{ii}B_{kl}{\hat {e}}_{l}\otimes {\hat {e}}_{k}-A_{ij}B_{ji}{\hat {e}}_{m}\otimes {\hat {e}}_{m}-A_{ij}B_{kk}{\hat {e}}_{j}\otimes {\hat {e}}_{i}\\&=&\operatorname {Sp} (\mathbf {A} )\operatorname {Sp} (\mathbf {B} )\mathbf {1} +\mathbf {A^{\top }\cdot B^{\top }} +\mathbf {B^{\top }\cdot A^{\top }} \\&&-\operatorname {Sp} (\mathbf {A} )\mathbf {B} ^{\top }-\operatorname {Sp} (\mathbf {A\cdot B} )\mathbf {1} -\operatorname {Sp} (\mathbf {B} )\mathbf {A} ^{\top }\end{array}}}
was der eingangs gegebenen Identität entspricht.

## Eigenschaften
Aus der koordinatenfreien Darstellung lässt sich ablesen:
{\displaystyle {\begin{array}{rcl}\mathbf {1} \#\mathbf {1} &=&2\,\mathbf {1} \\\mathbf {A} \#\mathbf {1} &=&\operatorname {Sp} (\mathbf {A} )\mathbf {1} -\mathbf {A} ^{\top }\\(\mathbf {A} \#\mathbf {B} )^{\top }&=&(\mathbf {A} ^{\top })\#(\mathbf {B} ^{\top })\end{array}}}

### Assoziativität
Das äußere Tensorprodukt ist nicht assoziativ:
{\displaystyle \mathbf {A} \#(\mathbf {B} \#\mathbf {C} )\neq (\mathbf {A} \#\mathbf {B} )\#\mathbf {C} }
wie das Beispiel B=C=1 zeigt:
{\displaystyle {\begin{aligned}\mathbf {A} \#(\mathbf {1} \#\mathbf {1} )=&\mathbf {A} \#2\mathbf {1} =2\operatorname {Sp} (\mathbf {A} )\mathbf {1} -2\mathbf {A} ^{\top }\\(\mathbf {A} \#\mathbf {1} )\#\mathbf {1} =&[\operatorname {Sp} (\mathbf {A} )\mathbf {1} -\mathbf {A} ^{\top }]\#\mathbf {1} \\=&2\operatorname {Sp} (\mathbf {A} )\mathbf {1} -[\operatorname {Sp} (\mathbf {A} ^{\top })\operatorname {Sp} (\mathbf {1} )-\operatorname {Sp} (\mathbf {A^{\top }\cdot 1} )]\mathbf {1} \\&-[\mathbf {A^{\top }\cdot 1} +\mathbf {1\cdot A^{\top }} -\operatorname {Sp} (\mathbf {A} ^{\top })\mathbf {1} -\operatorname {Sp} (\mathbf {1} )\mathbf {A} ^{\top }]^{\top }\\=&\operatorname {Sp} (\mathbf {A} )\mathbf {1} +\mathbf {A} \end{aligned}}}

### Kommutativität
Das äußere Tensorprodukt ist kommutativ:
{\displaystyle \mathbf {A} \#\mathbf {B} =\mathbf {B} \#\mathbf {A} }
wie aus der koordinatenfreien Darstellung ablesbar ist.

### Distributivgesetz
Das äußere Tensorprodukt ist distributiv über der Addition und Subtraktion:
{\displaystyle {\begin{aligned}\mathbf {A} \#(\mathbf {B+C} )=&\mathbf {A} \#\mathbf {B} +\mathbf {A} \#\mathbf {C} \\\mathbf {(A+B)} \#\mathbf {C} =&\mathbf {A} \#\mathbf {C} +\mathbf {B} \#\mathbf {C} \end{aligned}}}
was in der koordinatenfreien Darstellung nachweisbar ist.

### Zusammenhang mit dem doppelten Kreuzprodukt von Tensoren
H. Altenbach definiert das doppelte Kreuzprodukt von Dyaden als
{\displaystyle ({\vec {a}}\otimes {\vec {g}})\times \times ({\vec {b}}\otimes {\vec {h}}):=({\vec {g}}\times {\vec {b}})\otimes ({\vec {a}}\times {\vec {h}})=({\vec {g}}\otimes {\vec {a}})\#({\vec {b}}\otimes {\vec {h}})\,,}
das sich also nur durch die Transposition des ersten Faktors vom äußeren Tensorprodukt unterscheidet.

### Isotropie
Das äußere Tensorprodukt zweier Tensoren kann als Funktion dieser Tensoren aufgefasst werden:
{\displaystyle \mathbf {f} (\mathbf {A,B} ):=\mathbf {A} \#\mathbf {B} }
Gegeben sei ein beliebiger orthogonaler Tensor Q, bei dem also die Identität {\displaystyle \mathbf {Q^{\top }\cdot Q} =\mathbf {1} } zutrifft. Dann gilt
{\displaystyle {\begin{array}{rcl}&&\mathbf {f} (\mathbf {Q\cdot A\cdot Q^{\top },Q\cdot B\cdot Q^{\top }} )\\&=&(\mathbf {Q\cdot A\cdot Q^{\top }} )\#(\mathbf {Q\cdot B\cdot Q^{\top }} )\\&=&[\operatorname {Sp} (\mathbf {Q\cdot A\cdot Q^{\top }} )\operatorname {Sp} (\mathbf {Q\cdot B\cdot Q^{\top }} )-\operatorname {Sp} ((\mathbf {Q\cdot A\cdot Q^{\top }} )\cdot (\mathbf {Q\cdot B\cdot Q^{\top }} ))]\mathbf {1} \\&&+(\mathbf {Q\cdot A\cdot Q^{\top }} )^{\top }\cdot (\mathbf {Q\cdot B\cdot Q^{\top }} )^{\top }+(\mathbf {Q\cdot B\cdot Q^{\top }} )^{\top }\cdot (\mathbf {Q\cdot A\cdot Q^{\top }} )^{\top }\\&&-\operatorname {Sp} (\mathbf {Q\cdot A\cdot Q^{\top }} )(\mathbf {Q\cdot B\cdot Q^{\top }} )^{\top }-\operatorname {Sp} (\mathbf {Q\cdot B\cdot Q^{\top }} )(\mathbf {Q\cdot A\cdot Q^{\top }} )^{\top }\\&=&\mathbf {Q} \cdot {\bigl \{}[\operatorname {Sp} (\mathbf {A} )\operatorname {Sp} (\mathbf {B} )-\operatorname {Sp} (\mathbf {A\cdot B} )]\mathbf {1} +\mathbf {A^{\top }\cdot B^{\top }} +\mathbf {B^{\top }\cdot A^{\top }} \\&&\quad \quad \quad -\operatorname {Sp} (\mathbf {A} )\mathbf {B} ^{\top }-\operatorname {Sp} (\mathbf {B} )\mathbf {A} ^{\top }{\bigr \}}\cdot \mathbf {Q} ^{\top }\\&=&\mathbf {Q} \cdot \mathbf {f} (\mathbf {A,B} )\cdot \mathbf {Q} ^{\top }\end{array}}}
Das äußere Tensorprodukt ist mithin eine isotrope Tensorfunktion.

### Skalarprodukt mit einem dritten Tensor
Bildung des Frobenius-Skalarproduktes „:“ des äußeren Tensorproduktes A#B mit einem dritten Tensor C liefert:
{\displaystyle {\begin{array}{rcl}(\mathbf {A} \#\mathbf {B} ):\mathbf {C} &=&[\operatorname {Sp} (\mathbf {A} )\operatorname {Sp} (\mathbf {B} )\mathbf {1} +\mathbf {A^{\top }\cdot B^{\top }} +\mathbf {B^{\top }\cdot A^{\top }} \\&&-\operatorname {Sp} (\mathbf {A} )\mathbf {B} ^{\top }-\operatorname {Sp} (\mathbf {A\cdot B} )\mathbf {1} -\operatorname {Sp} (\mathbf {B} )\mathbf {A} ^{\top }]:\mathbf {C} \\&=&\operatorname {Sp} (\mathbf {A} )\operatorname {Sp} (\mathbf {B} )\operatorname {Sp} (\mathbf {C} )+\operatorname {Sp} (\mathbf {B\cdot A\cdot C} )+\operatorname {Sp} (\mathbf {A\cdot B\cdot C} )\\&&-\operatorname {Sp} (\mathbf {A} )\operatorname {Sp} (\mathbf {B\cdot C} )-\operatorname {Sp} (\mathbf {C} )\operatorname {Sp} (\mathbf {A\cdot B} )-\operatorname {Sp} (\mathbf {B} )\operatorname {Sp} (\mathbf {C\cdot A} )\end{array}}}
Daraus ist die zyklische Vertauschbarkeit
{\displaystyle (\mathbf {A} \#\mathbf {B} ):\mathbf {C} =(\mathbf {B} \#\mathbf {C} ):\mathbf {A} =(\mathbf {C} \#\mathbf {A} ):\mathbf {B} }
ablesbar.

### Zusammenhang mit den Hauptinvarianten
Aus {\displaystyle \mathbf {T} \#\mathbf {1} =\operatorname {Sp} (\mathbf {T} )\mathbf {1} -\mathbf {T} ^{\top }} und der zyklischen Vertauschbarkeit der Faktoren im Produkt {\displaystyle (\mathbf {A} \#\mathbf {B} ):\mathbf {C} } folgt:
{\displaystyle {\begin{array}{rclcl}(\mathbf {T} \#\mathbf {1} ):\mathbf {1} &=&3\operatorname {Sp} (\mathbf {T} )-\operatorname {Sp} (\mathbf {T} )&=&2\operatorname {I} _{1}(\mathbf {T} )\\(\mathbf {T} \#\mathbf {T} ):\mathbf {1} &=&(\mathbf {T} \#\mathbf {1} ):\mathbf {T} =\operatorname {Sp} (\mathbf {T} )^{2}-\operatorname {Sp} (\mathbf {T\cdot T} )&=&2\operatorname {I} _{2}(\mathbf {T} )\\(\mathbf {T} \#\mathbf {T} ):\mathbf {T} &=&\operatorname {Sp} (\mathbf {T} )^{3}+2\operatorname {Sp} (\mathbf {T} ^{3})-3\operatorname {Sp} (\mathbf {T} )\operatorname {Sp} (\mathbf {T} ^{2})&=&6\operatorname {I} _{3}(\mathbf {T} )\end{array}}}
Die Funktionen I1,2,3 sind die drei Hauptinvarianten des Tensors T.

### Berechnung des Kofaktors und der Adjunkten
Der Kofaktor eines invertierbaren Tensors ist der Tensor {\displaystyle \operatorname {cof} (\mathbf {T} )=\operatorname {det} (\mathbf {T} )\mathbf {T} ^{\top -1}}, der nach dem Satz von Cayley-Hamilton
{\displaystyle \operatorname {cof} (\mathbf {T} )=\mathbf {T^{\top }\cdot T^{\top }} -\operatorname {Sp} (\mathbf {T} )\mathbf {T} ^{\top }+\operatorname {I} _{2}(\mathbf {T} )\mathbf {1} }
lautet. Letztere Identität gilt auch für nicht invertierbare Tensoren. Das äußere Tensorprodukt eines Tensors mit sich selbst liefert den doppelten Kofaktor:
{\displaystyle {\begin{aligned}\mathbf {T} \#\mathbf {T} =&[\operatorname {Sp} (\mathbf {T} )^{2}-\operatorname {Sp} (\mathbf {T\cdot T} )]\mathbf {1} +2\mathbf {T^{\top }\cdot T^{\top }} -\operatorname {Sp} (\mathbf {T} )\mathbf {T} ^{\top }-\operatorname {Sp} (\mathbf {T} )\mathbf {T} ^{\top }\\=&2\operatorname {cof} (\mathbf {T} )\end{aligned}}}
Die Adjunkte ist der transponierte Kofaktor:
{\displaystyle \operatorname {adj} (\mathbf {T} )=\operatorname {cof} (\mathbf {T} )^{\top }={\frac {1}{2}}(\mathbf {T} \#\mathbf {T} )^{\top }={\frac {1}{2}}\left(\mathbf {T} ^{\top }\right)\#\left(\mathbf {T} ^{\top }\right)}

### Tensorprodukt zweier äußerer Produkte
Mit {\displaystyle \varepsilon _{pqu}\varepsilon _{stu}=\varepsilon _{upq}\varepsilon _{ust}=\delta _{ps}\delta _{qt}-\delta _{pt}\delta _{qs}}
kann
{\displaystyle {\begin{array}{rcl}(\mathbf {A} \#\mathbf {B} )\cdot (\mathbf {C} \#\mathbf {D} )&=&\varepsilon _{ikm}\varepsilon _{pqu}A_{ip}B_{kq}{\hat {e}}_{m}\otimes {\hat {e}}_{u}\cdot \varepsilon _{stv}\varepsilon _{jln}C_{sj}D_{tl}{\hat {e}}_{v}\otimes {\hat {e}}_{n}\\&=&\varepsilon _{ikm}\varepsilon _{pqu}\varepsilon _{stu}\varepsilon _{jln}A_{ip}B_{kq}C_{sj}D_{tl}{\hat {e}}_{m}\otimes {\hat {e}}_{n}\\&=&\varepsilon _{ikm}(\delta _{ps}\delta _{qt}-\delta _{qs}\delta _{pt})\varepsilon _{jln}A_{ip}B_{kq}C_{sj}D_{tl}{\hat {e}}_{m}\otimes {\hat {e}}_{n}\\&=&\varepsilon _{ikm}\varepsilon _{jln}A_{ip}C_{pj}B_{kq}D_{ql}{\hat {e}}_{m}\otimes {\hat {e}}_{n}+\varepsilon _{ikm}\varepsilon _{ljn}A_{ip}D_{pl}B_{kq}C_{qj}{\hat {e}}_{m}\otimes {\hat {e}}_{n}\\\rightarrow (\mathbf {A} \#\mathbf {B} )\cdot (\mathbf {C} \#\mathbf {D} )&=&(\mathbf {A\cdot C} )\#(\mathbf {B\cdot D} )+(\mathbf {A\cdot D} )\#(\mathbf {B\cdot C} )\end{array}}}
ausgerechnet werden.

## Transformationseigenschaften

### Kreuzprodukt
Mit Hilfe des äußeren Tensorprodukts lassen sich Tensoren aus dem Kreuzprodukt zweier Vektoren „ausklammern“:
{\displaystyle (\mathbf {A} \cdot {\vec {u}})\times (\mathbf {A} \cdot {\vec {v}})={\frac {1}{2}}\mathbf {A} \#\mathbf {A} \cdot ({\vec {u}}\times {\vec {v}})=\operatorname {cof} (\mathbf {A} )\cdot ({\vec {u}}\times {\vec {v}})}
Dieses Ergebnis wird bei der Berechnung der Inhalte verformter Flächen gebraucht.
Zum Nachweis wird das Kreuzprodukt zweier Vektoren mit Komponenten bezüglich der Standardbasis mittels des Levi-Civita-Symbols dargestellt:
{\displaystyle {\vec {u}}\times {\vec {v}}=u_{p}{\hat {e}}_{p}\times v_{q}{\hat {e}}_{q}=\varepsilon _{pqr}u_{p}v_{q}{\hat {e}}_{r}}
Anwendung des äußeren Tensorprodukts zweier Tensoren auf dieses Produkt liefert:
{\displaystyle (\mathbf {A} \#\mathbf {B} )\cdot ({\vec {u}}\times {\vec {v}})=\varepsilon _{ikm}\varepsilon _{jln}A_{ij}B_{kl}({\hat {e}}_{m}\otimes {\hat {e}}_{n})\cdot \varepsilon _{pqr}u_{p}v_{q}{\hat {e}}_{r}=\varepsilon _{ikm}\varepsilon _{pqn}\varepsilon _{jln}A_{ij}B_{kl}u_{p}v_{q}{\hat {e}}_{m}}
Nun ist
{\displaystyle {\begin{array}{rcl}(\mathbf {A} \cdot {\vec {u}})\times (\mathbf {B} \cdot {\vec {v}})-(\mathbf {A} \cdot {\vec {v}})\times (\mathbf {B} \cdot {\vec {u}})&=&A_{ij}u_{j}{\hat {e}}_{i}\times B_{kl}v_{l}{\hat {e}}_{k}-A_{ij}v_{j}{\hat {e}}_{i}\times B_{kl}u_{l}{\hat {e}}_{k}\\&=&\varepsilon _{ikm}A_{ij}B_{kl}u_{j}v_{l}{\hat {e}}_{m}-\varepsilon _{ikm}A_{ij}B_{kl}u_{l}v_{j}{\hat {e}}_{m}\\&=&\varepsilon _{ikm}(\delta _{jp}\delta _{lq}-\delta _{lp}\delta _{jq})A_{ij}B_{kl}u_{p}v_{q}{\hat {e}}_{m}\\&=&\varepsilon _{ikm}\varepsilon _{pqn}\varepsilon _{jln}A_{ij}B_{kl}u_{p}v_{q}{\hat {e}}_{m}\\\rightarrow (\mathbf {A} \cdot {\vec {u}})\times (\mathbf {B} \cdot {\vec {v}})-(\mathbf {A} \cdot {\vec {v}})\times (\mathbf {B} \cdot {\vec {u}})&=&(\mathbf {A} \#\mathbf {B} )\cdot ({\vec {u}}\times {\vec {v}})\end{array}}}
In der Gleichungskette wurde {\displaystyle \varepsilon _{pqn}\varepsilon _{jln}=\varepsilon _{npq}\varepsilon _{njl}=\delta _{jp}\delta _{lq}-\delta _{lp}\delta _{jq}} ausgenutzt. Speziell berechnet sich mit B=A der eingangs aufgeführte Zusammenhang.

### Spatprodukt
In Komponenten bezüglich der Standardbasis berechnet sich
{\displaystyle {\begin{array}{rcl}(\mathbf {A} \#\mathbf {B} ):\mathbf {C} &=&(A_{ij}{\hat {e}}_{i}\otimes {\hat {e}}_{j})\#(B_{kl}{\hat {e}}_{k}\otimes {\hat {e}}_{l}):C_{pq}{\hat {e}}_{p}\otimes {\hat {e}}_{q}=\varepsilon _{ikm}\varepsilon _{jln}A_{ij}B_{kl}C_{mn}\\&=&\varepsilon _{jln}(A_{ij}{\hat {e}}_{i}\times B_{kl}{\hat {e}}_{k})\cdot C_{mn}{\hat {e}}_{m}=\varepsilon _{jln}[(\mathbf {A} \cdot {\hat {e}}_{j})\times (\mathbf {B} \cdot {\hat {e}}_{l})]\cdot (\mathbf {C} \cdot {\hat {e}}_{n})\\\rightarrow (\mathbf {A} \#\mathbf {B} ):\mathbf {C} &=&\;\;\;[(\mathbf {A} \cdot {\hat {e}}_{1})\times (\mathbf {B} \cdot {\hat {e}}_{2})]\cdot (\mathbf {C} \cdot {\hat {e}}_{3})+[(\mathbf {A} \cdot {\hat {e}}_{2})\times (\mathbf {B} \cdot {\hat {e}}_{3})]\cdot (\mathbf {C} \cdot {\hat {e}}_{1})+[(\mathbf {A} \cdot {\hat {e}}_{3})\times (\mathbf {B} \cdot {\hat {e}}_{1})]\cdot (\mathbf {C} \cdot {\hat {e}}_{2})\\&&-[(\mathbf {A} \cdot {\hat {e}}_{2})\times (\mathbf {B} \cdot {\hat {e}}_{1})]\cdot (\mathbf {C} \cdot {\hat {e}}_{3})-[(\mathbf {A} \cdot {\hat {e}}_{3})\times (\mathbf {B} \cdot {\hat {e}}_{2})]\cdot (\mathbf {C} \cdot {\hat {e}}_{1})-[(\mathbf {A} \cdot {\hat {e}}_{1})\times (\mathbf {B} \cdot {\hat {e}}_{3})]\cdot (\mathbf {C} \cdot {\hat {e}}_{2})\end{array}}}
Anstatt der Standardbasis kann hier auch jede andere Orthonormalbasis eingesetzt werden.